# Výbuch metanu v dole v Aleksinci
K výbuchu metanu v šachtě "Morava", uhelného dolu v Aleksinci na jihu Srbska, poblíž Niše, došlo 17. listopadu 1989. Neštěstí stálo život celkem 90 lidí. Po výbuchu nastal v podzemí zmatek; asi 70 horníků se zachránilo a uteklo do bezpečí, zbylých devadesát, kteří na místě byli, však pravděpodobně na následky požáru a udušení zahynuli.  Záchranáři se k horníkům nedostali, sami se připletli do nebezpečné situace, a tři z celkem čtrnácti lidí museli být hospitalizováni v blízké nemocnici.
25. listopadu proběhl smuteční obřad, kterého se účastnili představitelé jak města Aleksinac, tak i svazových a republikových orgánů a také armády. Důl byl poté uzavřen a zbývající horníci přesunuti na jiné šachty v celém Srbsku. 